# Zygmunt Lubertowicz

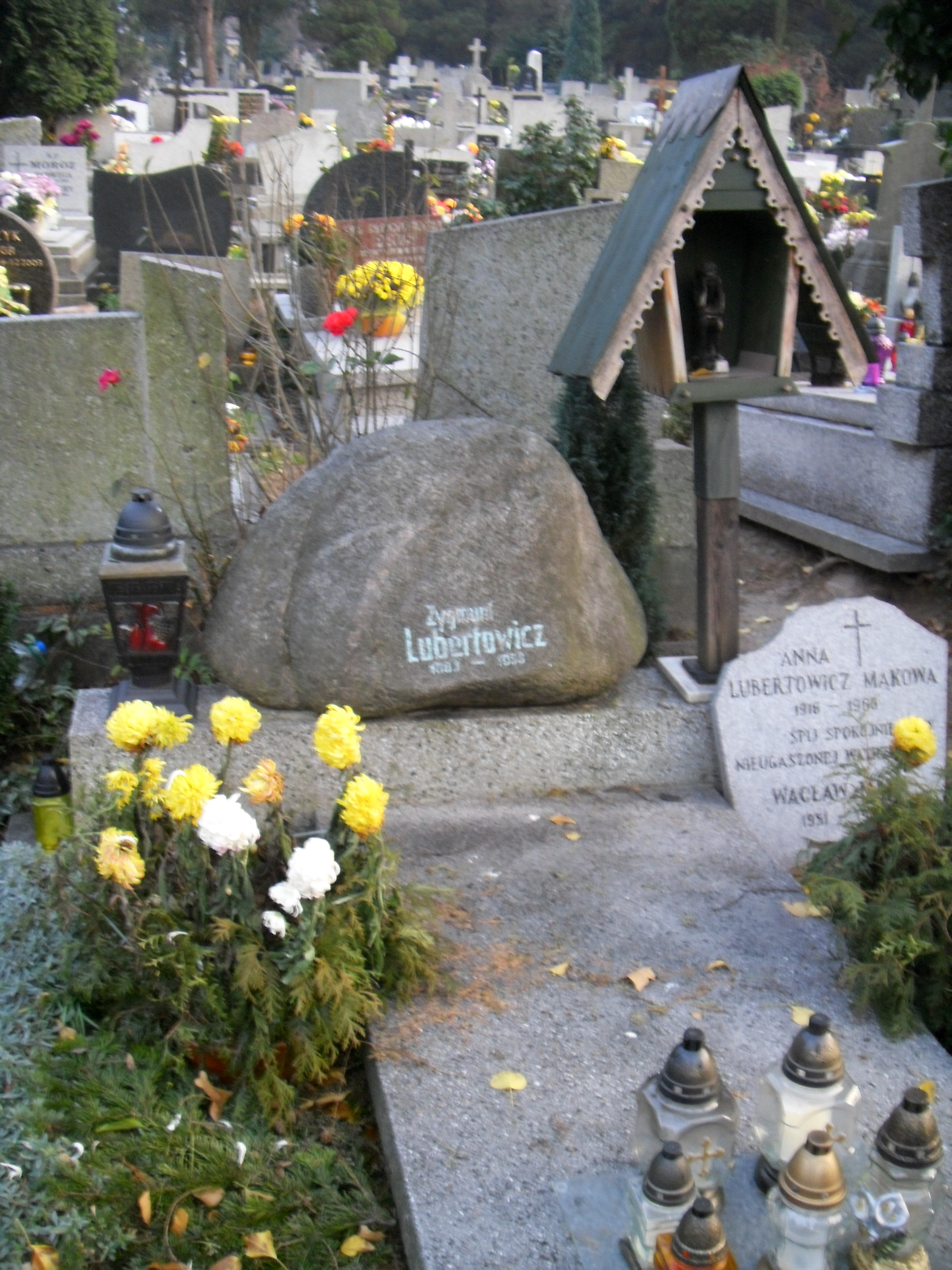
Grób Zygmunta Lubertowicza na cmentarzu przy ul. Grunwaldzkiej w Bielsku-Białej

Zygmunt Lubertowicz (ur. 16 września 1883 w Nowym Targu, zm. 20 września 1958 w Bielsku-Białej) – polski nauczyciel, poeta, prozaik, publicysta, działacz społeczny, kulturalny i turystyczny.

## Życiorys
Po ukończeniu polonistyki na Uniwersytecie Jagiellońskim (1909 r.) pracował jako nauczyciel w Brodach (1909–1912), Czerniowcach (1912–1916) i Nowym Targu (1916–1927), a następnie w gimnazjum w Bielsku.
Współpracował z licznymi czasopismami krajowymi (Kurier Lwowski, Ilustrowany Kurier Codzienny, Gazeta Polska, Polska Zachodnia, Zaranie Śląskie i in.) i polonijnymi (m.in. Dziennik Związkowy w Chicago i Weteran w Detroit). Przebywając na Podhalu współpracował z Władysławem Orkanem i redagował Echo Tatrzańskie. Był współzałożycielem i członkiem zespołu redakcyjnego czasopisma bielskiej Partii Pracy pt. Zjednoczenie, a później Echa Beskidzkiego. Pisał poezje, poematy, opowiadania. W prasie publikował także artykuły o tematyce kulturalnej, turystycznej, recenzje i szkice literackie.
Był jednym z animatorów polskiego ruchu teatralnego w Bielsku i członkiem miejscowego Towarzystwa Teatru Polskiego. Po II wojnie światowej współpracował z bielskim teatrem lalek. Prapremierą jego przedstawienia pt. O Marysi sierotce i złotookiej sroczce w dniu 7 grudnia 1947 r. zainaugurował swoją działalność teatr lalkowy Robotniczego Towarzystwa Przyjaciół Dzieci (obecna Banialuka).
Bezpośrednio po przybyciu do Bielska Zygmunt Lubertowicz wstąpił do miejscowego koła Polskiego Towarzystwa Tatrzańskiego. Po przekształceniu w dniu 15 listopada 1930 r. bielskiego koła w Oddział PTT Bielsko był przez dwa lata jego pierwszym prezesem, a następnie w latach 1933–1946 zasiadał we władzach naczelnych PTT. Był jednym z inicjatorów budowy wielkiego i nowoczesnego na owe czasy schroniska turystycznego PTT w Zwardoniu. Prowadził wiele wycieczek turystycznych w Beskidach i Tatrach oraz propagował turystykę na łamach prasy i prowadząc odczyty.
Władze miasta Bielska-Białej uczciły pamięć poety nadając jednej z ulic w centrum miasta nazwę ul. Zygmunta Lubertowicza (wcześniej Gimnazjalna) oraz nadanie imienia Szkole Podstawowej w Bielsku-Białej Straconce.
W Nowym Targu również znajduje się ulica Zygmunta Lubertowicza.

## Niektóre publikacje
- Satyry dzisiejsze, 1922;
- Sonety tatrzańskie i inne poezje, 1925;
- Bielsko-Biała, kresowe miasto polskie, 1936
- Kazimierz Tetmajer jako epik Tatr, w: “Wierchy” R. X (1932);
- Przewodnik po Beskidzie Zachodnim i Śląskim, 1935;
- Turystyka w Beskidach, w: “Kronika Ziemi Cieszyńskiej”;